# 嶺東区
嶺東区（れいとう-く）は中華人民共和国黒竜江省双鴨山市に位置する市轄区。

## 歴史
中華民国時代に区内では炭鉱が発見され富安鉱山が設置された。満州国時代は富錦県第5区の管轄区域とされた。1946年6月、区域を実効支配する中国共産党は集賢県を設置し、区域を管轄した。1954年7月、双鴨山鉱区が新設されその管轄に移管され、1956年7月に双鴨山鉱区が双鴨山市と改編されると、区域には嶺東街道弁事処が設置され、1959年4月に嶺東経済区、1961年に嶺東分社、1968年3月に嶺東区と改称された。1980年4月15日、黒竜江省政府は市轄区としての嶺東区を正式に承認、1987年11月6日に嶺西区と合併し現在の行政区画が確定した。

## 行政区画
6街道、1郷を管轄：
- 街道弁事処：中山街道、北山街道、南山街道、東山街道、西山街道、中心街道
- 郷：長勝郷

## 交通

### 道路
- 省道
  -  307省道

## 健康・医療・衛生
- 嶺東区南山社区衛生服務中心
- 双鴨山市嶺東区嶺西医院東山門診